# Menufontaine
Menufontaine (Luxembourgeois: Munneref, allemand: Munerhof) est un village de la commune belge de Fauvillers située en Région wallonne dans la province de Luxembourg. Il fait partie de la section de Fauvillers.

## Géographie
Menufontaine est situé à quatre kilomètres au nord du village de Fauvillers.